# 2001년 세계 육상 선수권 대회
제8회 세계 육상 선수권 대회는 국제 육상 경기 연맹(IAAF) 주관으로 2001년 8월 3일부터 8월 12일까지 캐나다 앨버타주 에드먼턴에서 열린 국제 육상 대회이다. 북아메리카에서 처음으로 열린 육상 선수권 대회이다. 189개국에서 선수 1677명이 참가했고, 200개국이 넘는 나라의 40억 명이 텔레비전을 통해 대회를 지켜봤다.

## 결과

### 남자 종목
| 종목                         | 금                                                    | 금         | 은                                                      | 은                         | 동                                                                                      | 동           |
| ---------------------------- | ----------------------------------------------------- | ---------- | ------------------------------------------------------- | -------------------------- | --------------------------------------------------------------------------------------- | ------------ |
| 남자 100m 자세히             | 모리스 그린 미국                                      | 9.82 WL    | 버나드 윌리엄스 미국                                    | 9.94                       | 아토 볼든 트리니다드 토바고                                                             | 9.98         |
| 남자 200m 자세히             | 콘스탄티노스 켄테리스 그리스                          | 20.04      | 크리스토퍼 윌리엄스 자메이카                            | 20.20                      | 킴 콜린스 세인트키츠 네비스 숀 크로포드 미국                                            | 20.20 NR SKN |
| 남자 400m 자세히             | 애버드 몽큐어 바하마                                  | 44.64      | 잉고 슐츠 독일                                          | 44.87                      | 그렉 호턴 자메이카                                                                      | 44.98        |
| 남자 800m 자세히             | 앙드레 뷔셰르 스위스                                  | 1:43.70    | 윌프레드 분게이 케냐                                    | 1:44.55                    | 파베우 차피에프스키 폴란드                                                              | 1:44.63      |
| 남자 1500m 자세히            | 히샴 엘 게루주 모로코                                 | 3:30.68    | 버나드 라가트 케냐                                      | 3:31.10                    | 드리스 마주지 프랑스                                                                    | 3:31.54 SB   |
| 남자 5000m 자세히            | 리처드 리모 케냐                                      | 13:00.77   | 밀리언 월데 에티오피아                                  | 13:03.47                   | 존 키보웬 케냐                                                                          | 13:05.20     |
| 남자 10,000m 자세히          | 찰스 카마티 케냐                                      | 27:53.25   | 아세파 메즈게부 에티오피아                              | 27:53.97                   | 하일레 게브르셀라시에 에티오피아                                                        | 27:54.41     |
| 남자 마라톤 자세히           | 게자헤그 아베라 에티오피아                            | 2:12:42 SB | 사이먼 비워트 케냐                                      | 2:12:43                    | 스테파노 발디니 이탈리아                                                                | 2:13:18      |
| 남자 110m 허들 자세히        | 앨런 존슨 미국                                        | 13.04 WL   | 아니에르 가르시아 쿠바                                  | 13.07 SB                   | 뒤들리 도리발 아이티                                                                    | 13.25        |
| 남자 400m 허들 자세히        | 펠릭스 산체스 도미니카 공화국                         | 47.49 WL   | 파브리치오 모리 이탈리아                                | 47.54                      | 다메스에 다이 일본                                                                      | 47.89        |
| 남자 3000m 장애물경주 자세히 | 루빈 코스게이 케냐                                    | 8:15.16    | 알리 에진 모로코                                        | 8:16.21                    | 버나드 바르마사이 케냐                                                                  | 8:16.59      |
| 남자 20 km 경보 자세히       | 로만 라스카조프 러시아                                | 1:20:31    | 일랴 마르코프 러시아                                    | 1:20:33                    | 빅토르 부라예프 러시아                                                                  | 1:20:36      |
| 남자 50 km 경보 자세히       | 로베르트 코제니오프스키 폴란드                        | 3:42:08 WL | 헤수스 앙겔 가르시아 스페인                             | 3:43:07 SB                 | 에드가르 에르난데스 멕시코                                                              | 3:46:12      |
| 남자 400m 이어달리기 자세히  | 모언 네이글 코르네 뒤 플레시스 리-로이 뉴튼 매슈 퀸   | 38.47      | 마크 번즈 아토 볼든 제이시 하퍼 대럴 브라운             | 38.58                      | 매슈 셔빙턴 폴 디 벨라 스티브 브리머콤 애덤 베이즐                                      | 38.83 SB     |
| 남자 1600m 이어달리기 자세히 | 애버드 몽큐어 크리스 브라운 트로이 매킨토시 팀 뮤닝즈 | 2:58.19    | 브랜던 심슨 크리스토퍼 윌리엄스 그렉 호턴 대니 맥팔레인 | 2:59.60 SB                 | 라파우 비에루셰프스키 피오트르 하체크 피오트르 드우우고시엘스키 피오트르 리시우키에비치 | 2:59.71 SB   |
| 남자 멀리뛰기 자세히         | 이반 페드로소 쿠바                                    | 8.40       | 서밴테 스트링펠로 미국                                  | 8.24                       | 카를루스 칼라두 포르투갈                                                                | 8.21 SB      |
| 남자 세단뛰기 자세히         | 조너던 에드워즈 영국                                  | 17.92 WL   | 크리스티안 올손 스웨덴                                  | 17.47                      | 이고르 스파소프호드스키 러시아                                                          | 17.44        |
| 남자 높이뛰기 자세히         | 마르틴 부스 독일                                      | 2.6 WL     | 야로슬라프 리바코프 러시아 비야체슬라프 보로닌 러시아   | 2.32 PB 리바코프 SB 보로닌 |                                                                                         |              |
| 남자 장대높이뛰기 자세히     | 드미트리 마르코프 오스트레일리아                      | 6.05       | 알렉산드르 아베르부흐 이스라엘                          | 5.85                       | 닉 하이송 미국                                                                          | 5.85 SB      |
| 남자 포환던지기 자세히       | 존 고디나 미국                                        | 21.87      | 애덤 넬슨 미국                                          | 21.24                      | 아르시 하리우 핀란드                                                                    | 20.93 SB     |
| 남자 원반던지기 자세히       | 라르스 리델 독일                                      | 69.72      | 비르길리우스 알레크나 리투아니아                        | 69.40                      | 미하엘 묄렌베크 독일                                                                    | 67.61        |
| 남자 해머던지기 자세히       | 시몬 지오우코프스키 폴란드                            | 83.38      | 무로후시 고지 일본                                      | 82.92                      | 일랴 코노발로프 러시아                                                                  | 80.27 SB     |
| 남자 창던지기 자세히         | 얀 젤레즈니 체코                                      | 92.80      | 아키 파르비아이넨 핀란드                                | 91.31                      | 콘스타디노스 가치우디스 그리스                                                          | 89.05        |
| 남자 10종경기 자세히         | 토마시 드보르자크 체코                                | 8902       | 에르키 노올 에스토니아                                  | 8815                       | 딘 메이시 영국                                                                          | 8603         |

### 여자 종목
| 종목                         | 금                                                              | 금         | 은                                                                 | 은         | 동                                                                        | 동         |
| ---------------------------- | --------------------------------------------------------------- | ---------- | ------------------------------------------------------------------ | ---------- | ------------------------------------------------------------------------- | ---------- |
| 여자 100m 자세히             | 잔나 핀투세비치 우크라이나                                      | 10.82 WL   | 에카테리니 타누 그리스                                             | 10.01      | 챈드라 스터럽 바하마                                                      | 11.02      |
| 여자 200m 자세히             | 데비 퍼거슨 바하마                                              | 22.52      | 라타샤 젠킨스 미국                                                 | 22.85      | 케이맨 제도 시도니 마더실(CAY)                                            | 22.88      |
| 여자 400m 자세히             | 세네갈 아미 음바케(SEN)                                         | 49.86      | 로레인 펜턴 자메이카                                               | 49.88 SB   | 아나 게바라 멕시코                                                        | 49.97 SB   |
| 여자 800m 자세히             | 마리아 무톨라 모잠비크                                          | 1:57.17    | 슈테파니 그라프 오스트리아                                         | 1:57.20 SB | 레티티아 브리스데 수리남                                                  | 1:57.35 SB |
| 여자 1500m 자세히            | 가브리엘라 사보 루마니아                                        | 4:00.57 SB | 비올레타 세켈리 루마니아                                           | 4:01.70    | 나탈리야 고렐로바 러시아                                                  | 4:02.40    |
| 여자 5000m 자세히            | 올가 예고로바 러시아                                            | 15:03.39   | 마르타 도밍게스 스페인                                             | 15:06.59   | 아옐레치 워르쿠 에티오피아                                                | 15:10.17   |
| 여자 10,000m 자세히          | 데라르투 툴루 에티오피아                                        | 31:48.81   | 베르하네 아데레 에티오피아                                         | 31:48.85   | 게테 와미 에티오피아                                                      | 31:49.98   |
| 여자 마라톤 자세히           | 리디아 시몬 루마니아                                            | 2:26:01    | 도사 레이코 일본                                                   | 2:26:06    | 스베틀라나 자하로바 러시아                                                | 2:26:18    |
| 여자 100m 허들 자세히        | 앤재닛 커클랜드 미국                                            | 12.42 WL   | 게일 디버스 미국                                                   | 12.54 SB   | 올가 시시기나 카자흐스탄                                                  | 12.58 SB   |
| 여자 400m 허들 자세히        | 네자 비두안 모로코                                              | 53.34 WL   | 율리야 페촌키나 러시아                                             | 54.27      | 다이미 페르니아 쿠바                                                      | 54.51      |
| 여자 20 km 경보 자세히       | 올림파이다 이바노바 러시아                                      | 1:27:48    | 발렌티나 치불스카야 벨라루스                                       | 1:28:10    | 엘리사베타 페로네 오스트레일리아                                          | 1:28:56    |
| 여자 400m 이어달리기 자세히  | 멜라니 파슈케 가비 로크마이어 비르기트 로크마이어 마리온 바그너 | 42.32 SB   | 실비안 펠릭스 프레데리크 방게 뮈리엘 위르티 오디아 시디베          | 42.39 SB   | 줄리엣 캠벨 멀린 프레이저 비벌리 맥도널드 애스티아 워커                   | 42.66 SB   |
| 여자 1600m 이어달리기 자세히 | 샌디 리처즈 캐서린 스콧-포메일즈 데비-앤 패리스 로레인 펜턴     | 3:20.65 WL | 플로렌스 에크포-우모 샨타 고시 클라우디아 마르크스 그리트 브로이어 | 3:21.97 SB | 이리나 로시히나 율리야 페촌키나 아니스타시야 카파친스카야 올레시야 지키나 | 3:24.92 SB |
| 여자 멀리뛰기 자세히         | 피오나 메이 오스트레일리아                                      | 7.02       | 타티야나 코토바 러시아                                             | 7.01       | 니우르카 몬탈보 스페인                                                    | 6.88       |
| 여자 세단뛰기 자세히         | 타티야나 레베데바 러시아                                        | 15.25 WL   | 프랑수아즈 음방고 카메룬                                           | 15.05      | 테레자 마리노바 불가리아                                                  | 14.58      |
| 여자 높이뛰기 자세히         | 헤스트리 클루테 남아프리카 공화국                               | 2.00 SB    | 인하 바바코바 우크라이나                                           | 2.00       | 카이사 베리크비스트 스웨덴                                                | 1.97       |
| 여자 장대높이뛰기 자세히     | 스테이시 드라길라 미국                                          | 4.75       | 스베틀라나 페오파노바 러시아                                       | 4.75       | 모니카 피레크 폴란드                                                      | 4.55       |
| 여자 포환던지기 자세히       | 야니나 카롤치크 벨라루스                                        | 20.61      | 나디네 클라네르트 독일                                             | 19.86      | 비타 파블리슈 우크라이나                                                  | 19.41      |
| 여자 원반던지기 자세히       | 엘리나 즈베레바 벨라루스                                        | 67.10      | 니콜레타 그라수 루마니아                                           | 66.24      | 아나스타시아 켈레시두 그리스                                              | 67.14 SB   |
| 여자 창던지기 자세히         | 오슬레이디스 메넨데스 쿠바                                      | 69.53      | 미렐라 만자니 그리스                                               | 65.78      | 소니아 비세트 쿠바                                                        | 64.69      |
| 여자 해머던지기 자세히       | 이프시 모레노 쿠바                                              | 70.65      | 올가 쿠젠코바 러시아                                               | 70.61      | 브론윈 이글즈 오스트레일리아                                              | 68.87      |
| 여자 7종경기 자세히          | 옐레나 프로호로바 러시아                                        | 6694 SB    | 나탈리야 사자노비치 벨라루스                                       | 6539 SB    | 쉴라 버렐 미국                                                            | 6472       |

## 메달 집계
| 순위 | 나라              | 금 | 은 | 동 | 합계 |
| 1    | 러시아            | 5  | 7  | 6  | 18   |
| 2    | 미국              | 5  | 5  | 3  | 13   |
| 3    | 케냐              | 3  | 3  | 2  | 8    |
| 4    | 독일              | 3  | 3  | 1  | 7    |
| 5    | 쿠바              | 3  | 1  | 2  | 6    |
| 6    | 바하마            | 3  | 0  | 1  | 4    |
| 7    | 에티오피아        | 2  | 3  | 3  | 8    |
| 8=   | 벨라루스          | 2  | 2  | 0  | 4    |
| 8=   | 루마니아          | 2  | 2  | 0  | 4    |
| 9    | 모로코            | 2  | 1  | 0  | 3    |
| 11   | 폴란드            | 2  | 0  | 3  | 5    |
| 12=  | 체코              | 2  | 0  | 0  | 2    |
| 12=  | 남아프리카 공화국 | 2  | 0  | 0  | 2    |
| 14   | 자메이카          | 1  | 2  | 3  | 6    |
| 15   | 그리스            | 1  | 2  | 2  | 5    |
| 16   | 이탈리아          | 1  | 1  | 2  | 4    |
| 17   | 우크라이나        | 1  | 1  | 1  | 3    |
| 18   | 오스트레일리아    | 1  | 0  | 0  | 1    |
| 19   | 영국              | 1  | 0  | 1  | 2    |
| 20=  | 도미니카 공화국   | 1  | 0  | 0  | 1    |
| 20=  | 모잠비크          | 1  | 0  | 0  | 1    |
| 20=  | 세네갈            | 1  | 0  | 0  | 1    |
| 20=  | 스위스            | 1  | 0  | 0  | 1    |
| 24=  | 일본              | 0  | 2  | 1  | 3    |
| 24=  | 스페인            | 0  | 2  | 1  | 3    |
| 26=  | 핀란드            | 0  | 1  | 1  | 2    |
| 26=  | 프랑스            | 0  | 1  | 1  | 2    |
| 26=  | 스웨덴            | 0  | 1  | 1  | 2    |
| 26=  | 트리니다드 토바고 | 0  | 1  | 1  | 2    |
| 30=  | 오스트리아        | 0  | 1  | 0  | 1    |
| 30=  | 카메룬            | 0  | 1  | 0  | 1    |
| 30=  | 에스토니아        | 0  | 1  | 0  | 1    |
| 30=  | 리투아니아        | 0  | 1  | 0  | 1    |
| 35   | 멕시코            | 0  | 0  | 2  | 2    |
| 36=  | 불가리아          | 0  | 0  | 1  | 1    |
| 36=  | 케이맨 제도       | 0  | 0  | 1  | 1    |
| 36=  | 아이티            | 0  | 0  | 1  | 1    |
| 36=  | 카자흐스탄        | 0  | 0  | 1  | 1    |
| 36=  | 포르투갈          | 0  | 0  | 1  | 1    |
| 36=  | 세인트키츠 네비스 | 0  | 0  | 1  | 1    |
| 36=  | 수리남            | 0  | 0  | 1  | 1    |